# Derby County FC
Derby County FC is een Engelse voetbalclub, opgericht in 1884 en uitkomend in de Championship. De club werd opgericht, zoals wel meer clubs in die tijd, als club behorend tot een cricketteam. Ze speelden toen nog op Racecourse Ground. Tegenwoordig speelt de club zijn thuiswedstrijden in het Pride Park Stadium.

## Geschiedenis
De club was een van de oprichters van de Football League in 1888. In 1895 verhuisde de club al, naar The Baseball Ground. Dit zou 102 jaar de thuishaven van de club zijn.
Vlak achter elkaar verloor Derby drie FA Cup finales. In 1898, 1899 en 1903 waren respectievelijk Nottingham Forest, Sheffield United en Bury te sterk.
Daarna schipperde de club twee decennia tussen de hoogste en de tweede divisie van het Engelse voetbal. Maar vanaf de promotie in 1926 ging het beter. Tot aan de Tweede Wereldoorlog haalde de club weliswaar geen prijzen binnen, maar eindigde wel elke keer hoog in de competitie.
In seizoen 1945/46 bereikte de club weer een FA Cup finale en dit keer won het de cup. Charlton Athletic werd met 4-1 verslagen na verlenging. In de competitie ging het echter niet zo goed en in 1955 degradeerde de club naar de derde divisie.
In 1967 nam Brian Clough de leiding van de club over en dit luidde de meest succesvolle tijd van de club in. Samen met assistent Peter Taylor promoveerde de club weer naar de hoogste divisie en in het seizoen 1971/72 werd de landstitel zelfs behaald.
Het jaar erop werd de halve finale van de Europacup I behaald, maar het verloor daarin van Juventus. Juventus werd er echter van verdacht de wedstrijdofficials te hebben omgekocht. Clough verliet de club, maar desondanks werd in het seizoen 1974/75 weer de landstitel behaald, onder trainer Dave Mackay. Nadat Mackay in 1976 de club had verlaten, ging het langzaam weer slechter en Derby belandde weer in de derde divisie. Arhur Cox leidde de club in 1987 echter weer terug naar het hoogste niveau.
In 1991 degradeerde de club weer, maar onder leiding van Jim Smith kwam de club weer in de Premier League in het seizoen 1996/97. De club eindigde netjes als twaalfde en het seizoen erop betrok het een nieuw stadion: Pride Park Stadium.
Derby eindigde als negende en zelfs als achtste in de eerste twee seizoenen in het nieuwe stadion.
Daarna ging het echter weer minder en een 16e en 17e plaats werden het deel van de club. Diverse trainers volgden elkaar snel op, maar successen bleven uit. In het seizoen 2001/02 degradeerde de club dan ook weer en het raakte hierdoor in financiële problemen. In het seizoen 2003/04 wist de club degradatie uit de First Division net te ontlopen, waardoor het in het seizoen 2004/05 uit mocht komen in wat nu de Championship werd genoemd. Derby eindigde verrassend als vierde, maar Preston North End was in de halve finales van de play-offs te sterk. Vlak na de nacompetitie nam trainer George Burley ontslag, waarbij hij verschillen tussen hemzelf en de club als reden van opstappen noemden.
Een seizoen later, met nieuwe trainer Billy Davies, eindigde Derby als derde in de competitie en wist, ten koste van Southampton en West Bromwich Albion, ditmaal wél de play-offs te winnen. In de Premier League degradeerde Derby County kansloos weer naar de Championship met slechts 11 punten uit 38 wedstrijden. De club behaalde het gehele seizoen slechts één overwinning. Die kwam tot stand op 17 september 2007, toen Newcastle United met 1-0 werd verslagen door een goal van Kenny Miller.
Op 28 januari 2008 werd bekend dat Derby County was overgenomen door het Amerikaanse General Sports and Entertainment (GSE). Het in 1998 opgerichte bedrijf is afkomstig uit Detroit. Derby was op dat moment de vierde club in de Premier League die in Amerikaanse handen viel. Manchester United, Liverpool en Aston Villa gingen de toenmalige hekkensluiter voor.
Voorzitter Adam Pearson van Derby County toonde zich verheugd met de overname. "De financiële toekomst van de club is veiliggesteld. Nu kunnen we een langetermijnplanning maken, zodat Derby een belangrijke rol kan gaan spelen in de Premier League." Pearson bleef ook na de overname voorzitter van de club.
Ook de nieuwe eigenaren reageerden enthousiast. "We zijn opgewonden over de mogelijkheid een belangrijke rol te spelen in de geschiedenis van Derby County", zei GSE-voorzitter Andy Appleby. "We hebben Derby de afgelopen zes maanden regelmatig bezocht en waren onder de indruk van de ongelooflijke potentie van de club en de trouwe supporters." Appleby is een voormalig vicevoorzitter van de NBA-club Detroit Pistons.
In 2014 haalde Derby onder leiding van Steve McClaren de finale van de play-offs voor promotie naar de Premier League. Daarin werd met 1-0 verloren van Queens Park Rangers. De enige treffer kwam op naam van aanvaller Bobby Zamora. Ook in 2016 bereikte de club andermaal de eindronde, ditmaal onder leiding van coach Darren Wassall, en verloor nu in de halve eindstrijd van Hull City (0-3 en 2-0).
Op 12 oktober 2016 ging Steve McClaren per direct en voor de derde keer aan de slag als manager van Derby County. Hij tekende een contract tot de zomer van 2018 bij de club die op dat moment op de twintigste plaats stond in de Championship. McClaren was werkloos nadat hij op 11 maart 2016 de laan was uitgestuurd door Newcastle United. Bij Derby volgde hij Nigel Pearson op. Die vertrok na een ruzie met de voorzitter.
"Ik ben ontzettend blij om terug bij Derby County te zijn", zei McClaren bij zijn presentatie. "Ik heb een hechte band met deze club en kijk er enorm naar uit om het project dat we in september 2013 zijn begonnen nu af te maken. Ik heb spijt van de manier waarop ik in 2015 ben vertrokken bij de club en ben zeer gemotiveerd om het goed te maken met de club en de supporters. Ik wil Derby County terug naar de Premier League brengen." In de eerste wedstrijd onder zijn leiding, op zaterdag 15 oktober, won Derby op eigen veld met 1-0 van Leeds United door een treffer van Johnny Russell. Op zondag 12 maart 2017 werd McClaren ontslagen als manager van Derby County. De club bezette op dat moment de tiende plaats in het Championship. In de laatste negen wedstrijden behaalde de ploeg slechts één overwinning. Hij werd opgevolgd door Gary Rowett. Uiteindelijk eindigde de ploeg op de negende plaats in de eindrangschikking.
In de zomer van 2018 werd Frank Lampard aangesteld als trainer van Derby County. De oud-voetballer begon hiermee aan zijn eerste klus als hoofdtrainer van een eerste elftal. Hij eindigde in zijn eerste seizoen op de zesde plaats, goed voor kwalificatie voor de halve finale van de promotie play-offs naar de Premier League. Hierin werd Leeds United verslagen maar in de finale was Aston Villa met 2-1 te sterk. Derby County liep hierdoor nipt promotie naar het hoogste Engelse niveau mis. Lampard maakte kort daarna bekend aan de slag te gaan als hoofdtrainer bij Chelsea.
In de zomer van 2019 werd Phillip Cocu benoemd tot hoofdtrainer. Zijn directe assistent en aanvoerder werd Wayne Rooney, oud-voetballer van Manchester United en oud-international van Engeland. Derby County drong in de FA Cup als Championship-club door tot de achtste finale waar het in maart 2020 met 3-0 werd verslagen door Manchester United. Op 14 november 2020 werd Cocu de laan uit gestuurd vanwege een reeks tegenvallende resultaten. Op 15 januari 2021 maakte de club bekend Wayne Rooney naar voren te schuiven als hoofdtrainer, nadat hij enkele maanden eerder al als interim-trainer fungeerde. Dit seizoen werd degradatie ternauwernood voorkomen. Het volgende seizoen was, mede doordat 21 punten in mindering werden gebracht wegens financiële problemen, degradatie naar de League One niet meer te ontkomen. In juni 2022 vertrok Rooney.
Na twee seizoenen in de derde divisie promoveerde Derby County met een tweede plaats terug naar de Championship.

## Erelijst
- Engels landskampioenschap

1972, 1975
- FA Cup

1946
- Europacup I

Halve finale: 1973

## Overzichtslijsten

### Eindklasseringen vanaf 1946/47
- 1947 14e
First Division
- 1948 4e
First Division
- 1949 3e
First Division
- 1950 11e
First Division
- 1951 11e
First Division
- 1952 17e
First Division
- 1953 22e
First Division
- 1954 18e
Second Division
- 1955 22e
Second Division
- 1956 2e
Third Division North / South
- 1957 1e
Third Division North / South
- 1958 16e
Second Division
- 1959 7e
Second Division
- 1960 18e
Second Division
- 1961 12e
Second Division
- 1962 16e
Second Division
- 1963 18e
Second Division
- 1964 13e
Second Division
- 1965 9e
Second Division
- 1966 8e
Second Division
- 1967 17e
Second Division
- 1968 18e
Second Division
- 1969 1e
Second Division
- 1970 4e
First Division
- 1971 9e
First Division
- 1972 1e
First Division
- 1973 7e
First Division
- 1974 3e
First Division
- 1975 1e
First Division
- 1976 4e
First Division
- 1977 15e
First Division
- 1978 12e
First Division
- 1979 19e
First Division
- 1980 21e
First Division
- 1981 6e
Second Division
- 1982 16e
Second Division
- 1983 13e
Second Division
- 1984 20e
Second Division
- 1985 7e
Third Division
- 1986 3e
Third Division
- 1987 1e
Second Division
- 1988 15e
First Division
- 1989 5e
First Division
- 1990 16e
First Division
- 1991 20e
First Division
- 1992 3e
Second Division
- 1993 8e
First Division
- 1994 6e
First Division
- 1995 9e
First Division
- 1996 2e
First Division
- 1997 12e
Premier League
- 1998 9e
Premier League
- 1999 8e
Premier League
- 2000 16e
Premier League
- 2001 17e
Premier League
- 2002 19e
Premier League
- 2003 18e
First Division
- 2004 20e
First Division
- 2005 4e
Championship
- 2006 20e
Championship
- 2007 3e
Championship
- 2008 20e
Premier League
- 2009 18e
Championship
- 2010 14e
Championship
- 2011 19e
Championship
- 2012 12e
Championship
- 2013 10e
Championship
- 2014 3e
Championship
- 2015 8e
Championship
- 2016 5e
Championship
- 2017 9e
Championship
- 2018 6e
Championship
- 2019 6e
Championship
- 2020 10e
Championship
- 2021 21e
Championship
- 2022 23e
Championship
- 2023 7e
League One
- 2024 2e
League One
- 2025 19e
Championship

- First Division
- Second Division
- Third Division
- Premier League
- Championship
- League One

ⓘ In 1992 invoering van de Premier League en opheffing van de Fourth Division; in 2004 opheffing van de First, Second en Third Division.

### Seizoensresultaten
| 1992–1993 | 8  | 24 | First Division | 46 | 19 | 9  | 18 | 68–57 | 66 | 15.020 |
| 1993–1994 | 6  | 24 | First Division | 46 | 20 | 11 | 15 | 73–68 | 71 | 15.937 |
| 1994–1995 | 9  | 24 | First Division | 46 | 18 | 12 | 16 | 66–51 | 66 | 13.589 |
| 1995–1996 | 2  | 24 | First Division | 46 | 21 | 16 | 9  | 71–51 | 79 | 14.327 |
| 1996–1997 | 12 | 20 | Premier League | 38 | 11 | 13 | 14 | 45–58 | 46 | 17.889 |
| 1997–1998 | 9  | 20 | Premier League | 38 | 16 | 7  | 15 | 52–49 | 55 | 29.105 |
| 1998–1999 | 8  | 20 | Premier League | 38 | 13 | 13 | 12 | 40–45 | 52 | 29.193 |
| 1999–2000 | 16 | 20 | Premier League | 38 | 9  | 11 | 18 | 44–57 | 38 | 29.351 |
| 2000–2001 | 17 | 20 | Premier League | 38 | 10 | 12 | 16 | 37–59 | 42 | 28.551 |
| 2001–2002 | 19 | 20 | Premier League | 38 | 8  | 6  | 24 | 33–63 | 30 | 29.816 |
| 2002–2003 | 18 | 24 | First Division | 46 | 15 | 7  | 24 | 55–74 | 52 | 25.470 |
| 2003–2004 | 20 | 24 | First Division | 46 | 13 | 13 | 20 | 53–67 | 52 | 22.330 |
| 2004–2005 | 4  | 24 | Championship   | 46 | 22 | 10 | 14 | 71–60 | 76 | 25.219 |
| 2005–2006 | 20 | 24 | Championship   | 46 | 10 | 20 | 16 | 53–67 | 50 | 24.166 |
| 2006–2007 | 3  | 24 | Championship   | 46 | 25 | 9  | 12 | 62–46 | 84 | 25.945 |
| 2007–2008 | 20 | 20 | Premier League | 38 | 1  | 8  | 29 | 20–89 | 11 | 32.432 |
| 2008–2009 | 18 | 24 | Championship   | 46 | 14 | 12 | 20 | 55–67 | 54 | 29.204 |
| 2009–2010 | 14 | 24 | Championship   | 46 | 15 | 11 | 20 | 53–63 | 56 | 29.207 |
| 2010–2011 | 19 | 24 | Championship   | 46 | 13 | 10 | 23 | 58–71 | 49 | 26.023 |
| 2011–2012 | 12 | 24 | Championship   | 46 | 18 | 10 | 18 | 50–58 | 64 | 26.020 |
| 2012–2013 | 10 | 24 | Championship   | 46 | 16 | 13 | 17 | 65–62 | 61 | 23.228 |
| 2013–2014 | 3  | 24 | Championship   | 46 | 25 | 10 | 11 | 84–52 | 85 | 24.933 |
| 2014–2015 | 8  | 24 | Championship   | 46 | 21 | 14 | 11 | 85–56 | 77 | 29.232 |
| 2015–2016 | 5  | 24 | Championship   | 46 | 21 | 15 | 10 | 66–43 | 78 | 29.663 |
| 2016–2017 | 9  | 24 | Championship   | 46 | 18 | 13 | 15 | 54–50 | 67 | 29.042 |
| 2017–2018 | 6  | 24 | Championship   | 46 | 20 | 15 | 11 | 70–48 | 75 | 27.175 |
| 2018–2019 | 6  | 24 | Championship   | 46 | 20 | 14 | 12 | 69–54 | 74 | 26.850 |
| 2019–2020 | 10 | 24 | Championship   | 46 | 17 | 13 | 16 | 62-64 | 64 | 22.079 |
| 2020–2021 | 21 | 24 | Championship   | 46 | 11 | 11 | 24 | 36-58 | 44 | --     |
| 2021–2022 | 23 | 24 | Championship   | 46 | 14 | 13 | 19 | 45-53 | 34 | 23.010 |
| 2022-2023 | 7  | 24 | League One     | 46 | 21 | 13 | 12 | 67-46 | 76 | 27.259 |
| 2023-2024 | 2  | 24 | League One     | 46 | 28 | 8  | 10 | 78-37 | 92 | 27.278 |
| 2024-2025 | 19 | 24 | Championship   | 46 | 13 | 11 | 22 | 48-56 | 50 | 29.083 |

### Derby in Europa
#Q = #voorronde, #R = #ronde, PO=Play Offs, Groep = groepsfase, 1/8 = achtste finale, 1/4 = kwartfinale, 1/2 = halve finale, T/U = Thuis/Uit, W = Wedstrijd, PUC = punten UEFA coëfficiënten .
Uitslagen vanuit gezichtspunt Derby County
| Seizoen                                                     | Competitie  | Ronde | Land                                          | Club                        | Totaalscore  | 1e W     | 2e W       | PUC  |
| ----------------------------------------------------------- | ----------- | ----- | --------------------------------------------- | --------------------------- | ------------ | -------- | ---------- | ---- |
| 1972/73                                                     | Europacup I | 1R    | Vlag van Joegoslavië                          | Zeljeznicar Sarajevo        | 4-1          | 2-0 (T)  | 2-1 (U)    | 12.0 |
|                                                             |             | 1/8   | Vlag van Portugal                             | SL Benfica                  | 3-0          | 3-0 (T)  | 0-0 (U)    | 12.0 |
|                                                             |             | 1/4   | Vlag van Tsjecho-Slowakije                    | Spartak Trnava              | 2-1          | 0-1 (U)  | 2-0 (T)    | 12.0 |
|                                                             |             | 1/2   | Vlag van Italië                               | Juventus                    | 1-3          | 1-3 (U)  | 0-0 (T)    | 12.0 |
| 1974/75                                                     | UEFA Cup    | 1R    | Vlag van Zwitserland                          | Servette Genève             | 6-2          | 4-1 (T)  | 2-1 (U)    | 8.0  |
|                                                             |             | 2R    | Vlag van Spanje (11 okt. 1945- 20 jan. 1977)  | Atlético Madrid             | 4-4 (7-6 ns) | 2-2 (T)  | 2-2 (U)    | 8.0  |
|                                                             |             | 1/8   | Vlag van Joegoslavië                          | Velez Mostar                | 4-5          | 3-1 (T)  | 1-4 (U)    | 8.0  |
| 1975/76                                                     | Europacup I | 1R    | Vlag van Tsjecho-Slowakije                    | TJ Slovan ChZJD Baratislava | 3-1          | 0-1 (U)  | 3-0 (T)    | 4.0  |
|                                                             |             | 1/8   | Vlag van Spanje (11 okt. 1945- 20 jan. 1977)  | Real Madrid                 | 5-6          | 4-1 (T)  | 1-5 nv (U) | 4.0  |
| 1976/77                                                     | UEFA Cup    | 1R    | Vlag van Ierland                              | Finn Harps                  | 16-1         | 12-0 (T) | 4-1 (U)    | 4.0  |
|                                                             |             | 2R    | Vlag van Griekenland (1822-1970 en 1975-1978) | AEK Athene                  | 2-5          | 0-2 (U)  | 2-3 (T)    | 4.0  |
| Totaal aantal behaalde punten voor UEFA coëfficiënten: 28.0 |             |       |                                               |                             |              |          |            |      |

Zie ook
- Deelnemers UEFA-toernooien Engeland
- Ranglijst van alle clubs die in de diverse Europa Cups zijn uitgekomen

## Bekende (oud-)Rams

### Spelers
- Ashley Cole
- Mounir El Hamdaoui
- Tom Huddlestone
- Will Hughes
- Brad Jones
- Jake Livermore
- Mason Mount
- Wayne Rooney
- Robbie Savage
- Peter Shilton
- Craig Short

### Trainers
- Brian Clough
- Phillip Cocu
- Frank Lampard
- Steve McClaren
- Nigel Pearson
- Wayne Rooney